# Kartúm
Kartúm (hivatalos átiratban Hartúm) Szudán fővárosa, egyben Kartúm állam székhelye. A város teljes lakossága meghaladja az egymilliót, ezzel az ország második legnagyobb városa, de szomszédaival, Észak-Kartúm (Kartūm al-Bahrī) és Omdurmán várossal együtt (2007-ben) több mint nyolcmilliós metropoliszt alkot.

## Földrajz
A város azon a helyen épült, ahol az Ugandából érkező Fehér-Nílus és az Etiópiából érkező Kék-Nílus egyesül. Az itt egyesülő folyó tovább kanyarog északra Egyiptom és a Földközi-tenger felé. Ez a vidék a félsivatag és a bozótos szavanna övének határvonala, a tszf. magasság 383 m.

### Éghajlat
Kartúmban csak július és szeptember között fordul elő néhány zápor. Az évi átlagos csapadék alig 160 mm. A januári középhőmérséklet 23 °C, a júliusi 34 °C. A porviharokkal súlyosbított kánikula az esős évszak küszöbén éri el a tetőfokát.
| Hónap                                     | Jan. | Feb. | Már. | Ápr. | Máj. | Jún. | Júl. | Aug. | Szep. | Okt. | Nov. | Dec. | Év   |
| ----------------------------------------- | ---- | ---- | ---- | ---- | ---- | ---- | ---- | ---- | ----- | ---- | ---- | ---- | ---- |
| Átlagos max. hőmérséklet (°C)             | 30,8 | 33,0 | 36,8 | 40,1 | 41,9 | 41,3 | 38,4 | 37,7 | 39,1  | 39,3 | 35,2 | 31,8 | 37,1 |
| Átlagos min. hőmérséklet (°C)             | 15,6 | 17,0 | 20,5 | 23,6 | 27,1 | 27,3 | 25,9 | 25,3 | 26,0  | 25,5 | 21,0 | 17,1 | 22,7 |
| Átl. csapadékmennyiség (mm)               | 0    | 0    | 0    | 0    | 4    | 4    | 46   | 75   | 25    | 5    | 0    | 0    | 159  |
| Havi napsütéses órák száma                | 341  | 311  | 310  | 330  | 300  | 300  | 279  | 279  | 300   | 310  | 330  | 341  | 3731 |
| Forrás: World Meteorological Organisation |      |      |      |      |      |      |      |      |       |      |      |      |      |

## Történelem

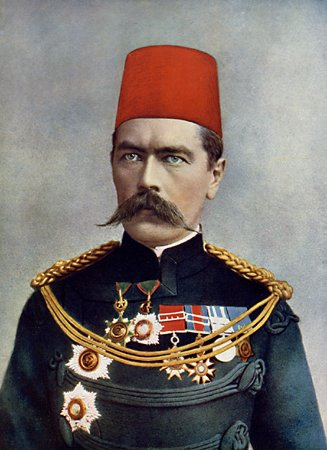
Earl Kitchener

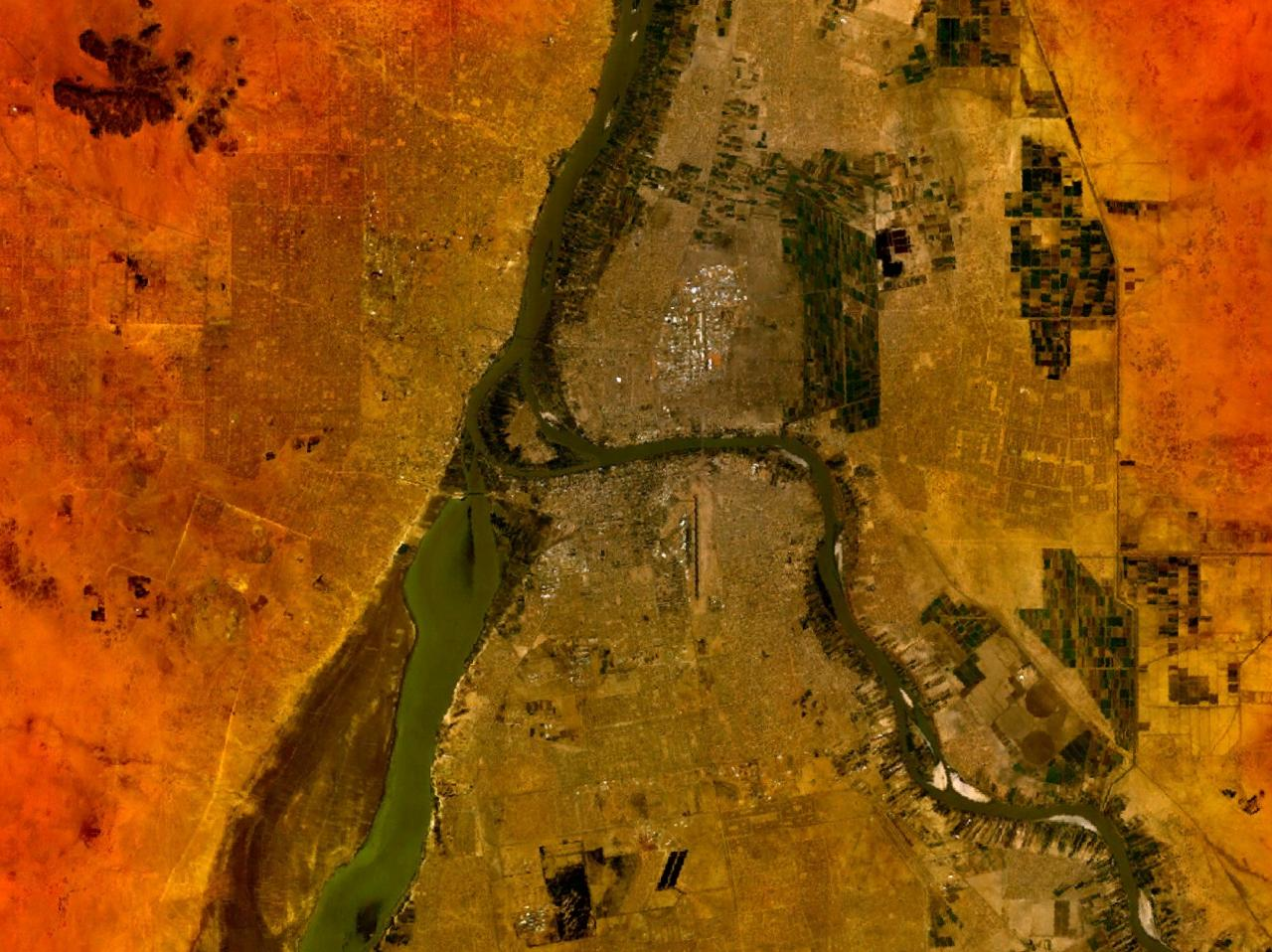
Műholdas kép Kartúm, Omdurman és Bahri városról

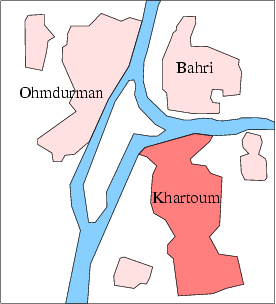
Kartúm térképe Omdurmannal és Bahrival

Kartúmot 1821-ben alapították az egyiptomi hadsereg helyőrségeként, de csakhamar – főként a rabszolga-kereskedelemnek köszönhetően – fontos kereskedelmi központtá nőtte ki magát. A Mahdihoz hű csapatok 1884. március 13-án vették ostrom alá a Gordon tábornok zömmel egyiptomi, kisebbrészt brit csapatai által védett várost. A súlyos károkat szenvedett Kartúm 1885. január 26-án került a mahdisták ellenőrzése alá, akik Omdurmánt tették fővárosukká. Az 1898. szeptember 2-án vívott véres omdurmani csatában Kitchener tábornok brit csapatai legyőzték a mahdista sereget és megvédték a várost. Ezután az angol főkormányzó tervei szerint szabályos mértani utcahálózattal, európai mintára építették újjá. 1956-ig Angol-Egyiptomi Szudán közigazgatási székhelye volt.
1973-ban a város volt a színhelye annak a túszválságnak, amelyben a Fekete Szeptember terrorszervezet tíz diplomatát túszul ejtett a szaúdi követségen. Két amerikai diplomatát (köztük a nagykövetet) és egy belga diplomatát megöltek, a többi túszt kiszabadították.
Az 1970-es és 1980-as években Kartúm a szomszédos országokból – Csád, Etiópia és Uganda – érkezett menekültek ezreit fogadta be. A menekültek hatalmas nyomornegyedekben telepedtek le a város külterületi részein. Az 1980-as években kitört szudáni polgárháború következtében újabb szudáni menekültek telepedtek le a város körül.
Az al-Kaida szervezet által 1998-ban végrehajtott amerikai nagykövetség elleni bombatámadás után augusztus 20-án a kartúmi al-Shifa gyógyszergyárat amerikai rakétatámadás érte.

## Nevezetességei
- A város ad otthont az 1903-ban alapított Kartúmi Egyetemnek, a Kartúmi Politechnikai Egyetemnek, de vannak itt karai a Kairói Egyetemnek is.
- A Szudáni Nemzeti Múzeum a terület ősi civilizációiról rendelkezik gazdag anyaggal.
- Kartúmi nagy mecset, Faruq-Mecset, As-Sahid-Mecset
- Elnöki palota
- Nílus utca
- Katolikus és anglikán katedrális
- Botanikus kert és állatkert

## A város szülöttei
Ali Muhammad Nagib egyiptomi politikus